# Mário de Araújo Cabral
Mário Manuel Veloso de Araújo Cabral, também conhecido como Nicha Cabral (Porto, Cedofeita, 15 de janeiro de 1934 – 17 de agosto de 2020), foi um automobilista, consultor e empresário português.

## Biografia

### Primeiros anos
Nasceu no seio de uma família abastada, ligada à indústria têxtil, filho de Diogo Eugénio Augusto Cabral e de sua mulher Cecília Yvonne Veloso de Araújo, sendo neto paterno do segundo casamento do 1.º Conde de Vizela. Os pais divorciaram-se e a mãe foi viver com os três filhos para Lisboa.
Frequentou o Colégio Valsassina, em Lisboa. Em 1952 uma fractura num pé impediu-o de se tornar ginasta olímpico. Terminou com 20 valores o curso de violino do Conservatório Nacional de Música. Amigo de Paul Newman, de Sacha Distel, de Paulo Autran e Tônia Carrero, afirma que gostaria de ter sido actor. No início dos anos 1960, aquando de uma estadia em Paris, encontrou na rua um belo jovem desconhecido, chamado Pierre Clémenti. Apresentou-o a um amigo ligado ao teatro, e foi assim que começou a carreira desse depois famoso actor francês. 

### Piloto de Fórmula 1
Estreou-se na Fórmula 1 em 1959, no Grande Prémio de Portugal, disputado no Circuito de Monsanto, ao volante de um Cooper-Maserati. Em 1960, começou mais uma corrida de Fórmula 1, desta vez no circuito da Boavista, mas foi forçado a abandonar. Só voltou às corridas depois de regressar de Angola, onde cumpriu o serviço militar.
Disputou, de seguida, duas corridas, em 1963 na Alemanha, em 1964, em Itália. Neste último ano, correu pela equipa ATS Derrington-Francis, ao contrário das outras três corridas, em que representou Scuderia Centro Sud, com monologares da britânica Cooper. Participou também em diversas corridas extra-campeonato de Fórmula 1.
O ano de 1965 ficou assinalado na sua carreira pelas piores razões. No GP de Rouen, em Fórmula 2, foi vítima de um aparatoso e grave acidente, que lhe provocou diversos ferimentos e o afastamento das pistas durante mais de um ano. No seu regresso, em 1966, conduziu vários carros de Sport até 1975, incluindo o David Piper's Porsche 917 – o automóvel que mais gozo lhe deu pilotar e com o qual obteve a segunda posição em 1971, no Circuito Internacional de Vila Real.
Em 1973, no GP de Portugal, em Fórmula 2, ficou em 8.º lugar, ao volante de um March, e no circuito de Benguela, em Angola, obteria a última vitória da sua carreira. Foi o primeiro português a competir na Fórmula 1, fazendo por isso, parte da história do automobilismo português.

### Vida posterior e morte
Terminada a sua carreira no automobilismo, no início dos anos 80, foi convidado para consultor da Ford Lusitana, dinamizando a escola de Fórmula Ford que funcionou no autódromo do Estoril, que formou pilotos como António Simões, Manuel Gião, Pedro Matos Chaves, Diogo Castro Santos e Pedro Lamy. Foi também empresário, co-proprietário de uma galeria de arte e antiquário.
Em 2012, aos 75 anos de idade, Nicha Cabral assumiu-se como bissexual no livro O 3º Sexo, de Raquel Lito, tendo sido um dos poucos desportistas nacionais a fazê-lo até hoje, e um dos primeiros atletas de automobilismo a fazê-lo.
Morreu no dia 17 de agosto de 2020, aos 86 anos.